# 雞翼角
雞翼角（英語：或），又稱雞山、雞公頭。是香港大嶼山西部小島。雞翼角是陸連島，大退潮時有一連島沙洲露出海面，亦被稱為香港最西的島嶼、西極。島上並無常住人口。

## 地理

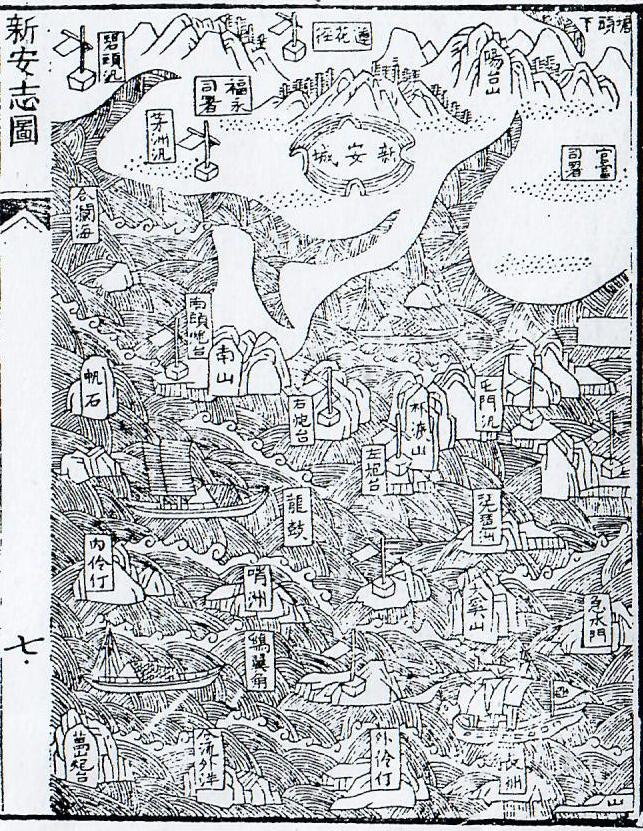
《新安縣志》所載地圖顯示雞翼角以及其附近的地理

連島沙洲連接雞翼角東北面以及大嶼山西部的煎魚灣，亦與大嶼山的雞公山相對。地形上，雞翼角北面有凹入處，而南面凸出，形狀像雞翅（雞翼），故得此名；而又有說法是自附近大嶼山高地西望雞翼角時會看到雞翼角如同一隻伏下的母雞，北面的凹位就像母雞伸長脖子並將頭擺向左方，故有別稱雞山。該島海岸線長1.4公里，沿岸有大石灘、海蝕洞及崖壁，綑邊甚具難度。

## 雞翼角與分流
在雞翼角南方不遠處有分流半島，一些記載稱因為其形狀之故亦有雞翼角之名，加上嘉慶《新安縣志》中「海防」一部亦有載雞翼角炮台，即為現在仍可見的的分流炮台遺址，二者同名引起了混淆